# Národní park Børgefjell
Národní park Børgefjell (norsky Børgefjell nasjonalpark) je norský národní park ležící na hranici mezi kraji Nordland a Trøndelag. V parku se nachází pouze několik stezek a zařízení pro návštěvníky. Park byl původně vyhlášen roku 1963 a následně v letech 1973 a 2003 rozšířen. Po posledním rozšíření tak park zaujímá území v blízkosti obcí Hattfjelldal, Grane, Namsskogan a Røyrvik.

## Krajina
Krajina přechází od vysokých vrcholů z tmavé žuly a šedě zbarvených hor pokrytých řídkou vegetací až po úrodné horské svahy a bažiny. Nejvyšší vrcholy leží v západní části parku, kde je podloží tvořené převážně børgefjellskou tmavou žulou. Zde se nachází i nejvyšší hora parku, Kvigtinden, tyčící se do výšky 1 699 m n. m. V parku leží i nejvyšší hora Trøndelagu vysoká 1 513 m n. m., Jetnamsklumpen. Velkou část území tvoří subglaciální morény. Nachází se zde také řada jezer, rybníků a dravých řek.

## Fauna
V národním parku Børgefjell žije vzácná liška polární (Vulpes lagopus). Nejběžnějším z velkých predátorů je rosomák sibiřský (Gulo gulo). Z velkých predátorů zde žije také rys a medvěd. Z menších predátorů jsou nejběžnější liška obecná (Vulpes vulpes), kuny, lasice hranostaj (Mustela erminea) a další lasicovití. Méně častý je výskyt vyder.
Území celého parku je využíváno k pastvě domestikovaných sobů. V létě se k pastvě využívá zejména západní, východní a jižní části parku. Severní oblast se využívá k celoroční pastvě. Do nejvýchodnější části parku přichází za pastvou také sobi ze Švédska.

## Historie a jméno
Až do počátku 20. století patřilo území současného národního parku Sámům, kteří zde chovali po více než pět set let soby. V parku se nachází pozůstatky sámských osad a loveckých stanic. První farmy se v oblasti objevily na konci 18. či počátku 19. století.
Původ jména je odvozen pravděpodobně od staronorského slova byrgi znamenající pevnost či opevnění. Druhá část jména fjell znamená hora.